# 武村忠雄
武村 忠雄（たけむら ただお、1905年10月10日 - 1987年12月14日）は、日本の経済学者。専門は景気予測や経済分析、マルクス理論。慶應義塾大学教授。旧姓氏名は奥田忠雄。

## 経歴
1905年に東京麹町に生まれる。1928年に慶應義塾大学経済学部を卒業、同大学助手となる。加田哲二のゼミナールに所属し、オーストリア派マルクス主義者マックス・アドラー (マルクス主義者)をテーマに卒業論文を執筆した。
1929年から陸軍で10ヶ月の兵役を行い、1931年から予備役陸軍主計少尉に就任、予科講師を兼ねた。1933年から1935年までミュンヘン大学に留学し、アドルフ・ヴェーバー (経済学者)とルートヴィヒ・フォン・ミーゼスのゼミナールで学び、オスカー・モルゲンシュテルンから個人指導を受ける。帰国後の1935年に助教授、1937年に教授となる。
小泉信三が塾長となったことから、小泉から経済原論の講義を引き継ぐが、講義内容はマルクス経済学であった。当時マルクス主義を弾圧していた政府から強い圧力を受けた。武村によれば、小泉は文部省からの武村の出頭命令を拒否し、代わりに自ら出頭して武村は「すでにマルクス主義を脱却している」と説明した。その後小泉は内容がマルクス経済学である『統制経済と景気変動』を絶版にすることと、総合雑誌への寄稿をやめることを武村に求め、書籍の絶版については従った。敗戦後に各大学で教員適格審査が行われた結果、1946年に教職を追放される。1951年に再審査で適格と判定され、1953年に講師として復帰した。

## 著書
- 『マルクス恐慌理論』（春秋社, 1932年）
- 『統制経済と景気変動:資本主義構造変化論』（有斐閣, 1938年）
- 『戦争と経済』（慶応出版社, 1940年）
- 『戦争経済入門』（慶応出版社, 1943年）
- 「維納通信（1934年8月31日附書簡）」『三田評論』446号（慶応出版社, 1934年）